# Dublüre

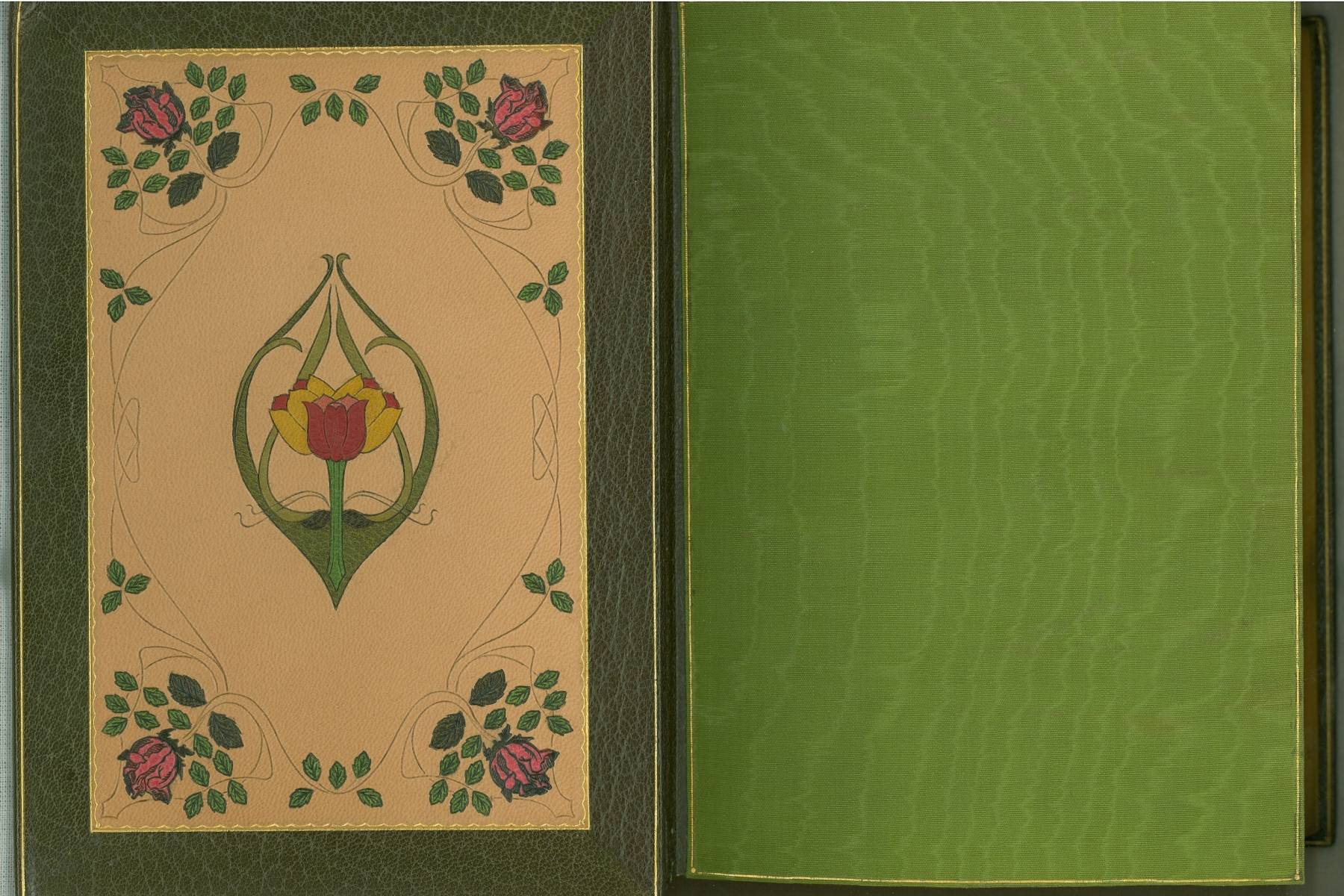
Links die Dublüre, Ziegenfell, Ledereinlagen, Goldprägung, Mitte 19. Jahrhundert

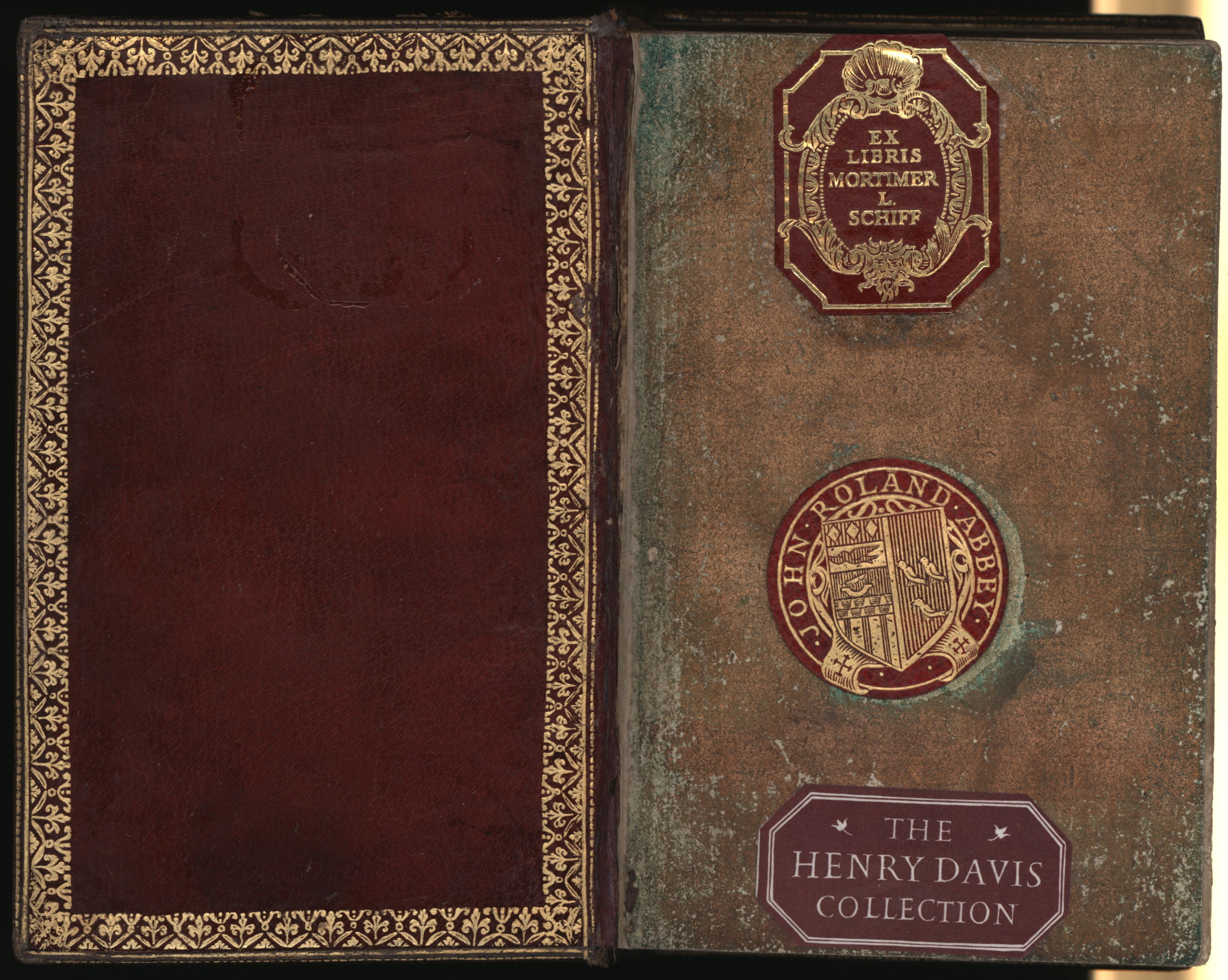
Links die Dublüre, Leder mit Goldprägung, Anfang 18. Jahrhundert

Dublüre (frz. und en. „doublure“) ist ein Begriff aus der Einbanddekoration und ersetzt die Bezeichnung Spiegel, wenn die Innenseiten des vorderen oder hinteren Buchdeckels nicht aus einfachem Papier oder Stoff bestehen, sondern wie die Außenseiten bezogen und zusätzlich reich verziert sind.
Die ersten Einbände mit Dublüre stammen aus dem orientalischen Raum. Schon im 14. Jahrhundert wurden die Deckelinnenseiten sowohl bei ägyptisch-syrischen, als auch bei persisch-türkischen Einbänden als zusätzliche Schmuckfläche entdeckt. Seit Ende des 15. Jahrhunderts griff die Erscheinung zunächst auf das ungarische und venezianische, wenig später auch auf das gesamtitalienische Einbandschaffen über. Die Darstellungen orientierten sich dabei in der Regel an der äußeren Verzierung, charakteristische Dekorationselemente waren das Bandwerk und fortlaufende Arabeskenbordüren. Im 17. Jahrhundert kam die Dublüre auch in Frankreich auf. Hier jedoch war sie oft der alleinige Schmuckträger, während der restliche Einband schlicht gehalten wurde. Die beliebtesten Schmuckformen waren dabei das Ledermosaik und die Handvergoldung. In Deutschland blieb eine Verzierung der Innenseiten die Ausnahme. Die Berliner Buchbinderfamilie Lehmann übernahm im 18. Jahrhundert die Anregung aus den Nachbarländern. Ebenso fertigte der Würzburger Universitätsbuchbinder Franz von Paula Schwerdtlen 1812 als seine Meisterarbeit einen roten Maroquinband zur Prachtausgabe von Becanus’ Serenissimi principis Ferdinandi Hispaniorum infantis … triumphalis introitus in … Gandavum 1636 mit prachtvoller Intarsien-Doublüre aus verschiedenfarbigem Leder (Farbtaf. XV in Abklatsch, Falz und Zwiebelfisch, s. u.) 
Heute ist die Dublüre selten geworden, lediglich die Innenkanten werden manchmal noch verziert.